# شطرنج ثلاثي

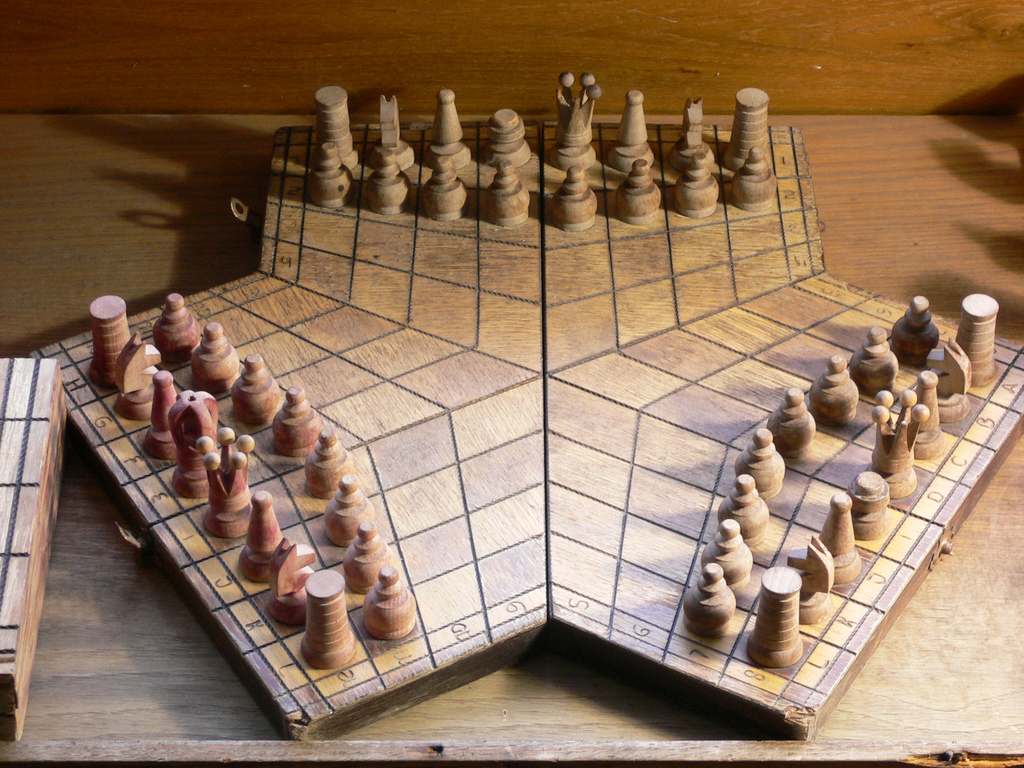
الشطرنج الثلاثي على لوح خشبي رباعي الأضلاع من 96 خلية.

الشطرنج الثلاثي أو الشطرنج ثلاثي اللاعبين (المعروف أيضًا باسم الشطرنج الاتجاهات) هي عائلة من متغيرات الشطرنج المتنوعة المصممة خصيصًا ليلعب بها ثلاثة لاعبين. جرى ابتكار العديد من الاختلافات في لعبة الشطرنج ثلاثية اللاعبين. عادة ما تستخدم لوحة غير قياسية، على سبيل المثال، لوحة بستة أضلاع أو ثلاثية الجوانب حيث تربط الخلايا المركزية بطريقة خاصة. يجب أن تكون الجيوش بثلاثة ألوان مختلفة.
تعد أشكال الشطرنج المكونة من ثلاثة لاعبين (بالإضافة إلى الألعاب الأخرى المكونة من ثلاثة لاعبين) هي الأصعب في التصميم بشكل عادل، نظرًا لأن اتحاد لاعبين ضد لاعب معين سيجعله يخسر بسهولة. تحاول بعض الإصدارات تجنب هذه المشكلة "من خلال تحديد المنتصر باعتباره اللاعب الذي يقوم بكش ملك مات أولا، حيث يخسر اللاعب الثالث بالإضافة إلى اللاعب الذي تعرض لكش مات، أو يحصل اللاعب الثالث على نصف نقطة.
تستخدم بعض المتغيرات لوحة ذات خلايا سداسية. عادةً ما يتم تضمين ثلاثة أفيال لكل جانب، لتغطية جميع خلايا الملعب السداسي. تتحرك القطع عادة كما في الشطرنج القياسي.
تستخدم بعض المتغيرات لوحة سداسية الشكل بخلايا رباعية.
يتميز هذا النوع من الشطرنج بقاعدة «عدم العدوان» بحيث يكون اللاعب الأقل قطعًا آمنًا نسبيًا من الاستيلاء على قطعه، ما دامت قطعه في ثلثه من الرقعة من قبل خصم متفوق في القطع. البيدق الذي يصل إلى الصف الخلفي لأحد الخصوم يتم ترقيته إلى أي قطعة صديقة جرى الاستيلاء عليها مسبقًا. تلعب على لوحة مكونة من 96 مربع.
البيادق التي تصل إلى مفترق الطرق يمكنها تحديد الاتجاه التي ستتحرك نحوه. ويفوز أول لاعب يقوم بكش ملك مات.
يوضع مثلث في مركز الرقعة قاسمًا المربعات المركزية.
يسمح في بعض أنواع اللعبة بأسر الملوك، ويفوز اللاعب الذي لديه آخر ملك متبقي. تبقى قطع اللاعب الذي خسر على اللوحة ويمكن أسرها. وفي بعض الأنواع يجري الاستيلاء على جيش اللاعب الذي تعرض لكش ملك مات من قِبَل من قام بالكش. في هذه الأنواع يُلعَب على لوحة مكونة من 144 خلية. أو 126 خلية.

## لوحات أخرى
استخدمت بعض المتغيرات أشكالًا أخرى للوحة بخلايا رباعية.
يستخدم لوحًا ثلاثي الأبعاد خاصًا أو يمكن استخدامه مع ألواح ثلاثية الألوان.
يستخدم لوحًا مثلثيًا تقريبًا به 130 مربعًا. البيادق لديها القدرة على تحديد إتجاهها. يفوز آخر لاعب يبقى ملكه على الرقعة.
شطرنج Mad Threeparty: يبدأ اللعب على لوحة 10 × 10 فارغة حيث يضع اللاعبون قطعهم في البداية، بما في ذلك ملك إضافي لكل جانب. يتم تعيين الملوك بحيث يهاجم كل خصم ملكًا مختلفًا للاعب معين.
يستخدم رقعة الشطرنج غير المتوازنة بمقدار 8 × 3 امتدادات من ثلاث جهات. يفوز أول من يقوم بكش ملك مات.
تحتوي الخلايا المثلثية التي في مركز الرقعة على ثلاث خلايا متجاورة بشكل غير مباشر، وثلاث خلايا متجاورة عند النقاط.
البديل الحاصل على براءة اختراع في عام 2008 من قبل الروسي Ilshat Tagiev يستخدم لوحة سداسية مع خلايا مثلثة. يتم إنشاء الجيوش في البداية في زوايا الشكل السداسي. ترتيب اللعب في اتجاه عقارب الساعة حول اللوحة. تتحرك جميع القطع كما هو الحال في الشطرنج القياسي ولكنها تتكيف مع هندسة الخلية لأن اللوح ثلاثي الاتجاهات. تشكل الخلايا المتجاورة من نفس اللون «أقطار» اللوحة؛ تشكل الخلايا المتجاورة ذات اللونين المختلفين «المتعامدين» للرقعة (العمودي والأفقي) صفوف الرقعة. يمكن أن تتحرك البيادق في أي اتجاه على خطوط عمودية أو أفقية. (لذلك، يمكن توجيه البيادق ضد كلا الخصمين.) البيادق لا ترقى.
تعالج «قاعدة الحياد» الخاصة مشكلة تعاون لاعبين ضد لاعب واحد وذلك لأنها تنص على: لا يمكن للاعب الذي يتعين عليه التحرك أن يأسر إحدى قطع الخصم إذا أسر اللاعب الثالث قطعة من هذا العدو في الخطوة السابقة وبالعكس (وبالتالي، فإن إمكانية شن هجمات متسلسلة منسقة من قبل لاعبين ضد لاعب ثالث مستبعدة).
لوحات دائرية
تحتوي الألواح الدائرية على خلايا ثلاثية أو رباعية الجوانب، ولكنها ليست مثلثة أو رباعية.

## قطع خرافية
تتضمن بعض المتغيرات قطع الشطرنج الخيالية بالإضافة إلى قطع الشطرنج القياسية.
لوح أسطواني به خلايا رباعية. تتكون الجيوش من قطع خيالية.
متغير من ثلاثة لاعبين باستخدام لوحة سداسية غير منتظمة مع خلايا مثلثة. المستشارون والكرادلة يستبدلون الملكات.

## الإستراتيجية
إدخال لاعب ثالث يغير أسلوب اللعب بشكل كبير، حتى عند استخدام القطع القياسية. العديد من إفتتاحيات الشطرنج غير مجدية بسبب شكل اللوحة واللاعب الثالث. يجب أن يفكر كل لاعب مرتين - أو أكثر من ذلك بكثير - توقع تحركات كلا الخصمين، مع التعقيد الإضافي الذي قد يتحركه اللاعب التالي لمهاجمة أي من الخصوم.
إذا قام لاعب بتبادل القطع مع لاعب ثان، سيستفيد اللاعب الثالث. وبالتالي، سيكون اللاعبون أكثر ترددًا في إجراء الصفقات. غالبًا ما يتجنب اللاعبون مثل هذه الصفقات لتنفيذ استراتيجيات أخرى.
يمكن أن يؤدي إدخال الحركة «الإضافية» من قبل اللاعب الثالث إلى حدوث حالة من الجمود، على سبيل المثال، إذا كانت قطعة بيضاء غير محمية ومهاجمة في نفس الوقت بكل من القطع السوداء والحمراء. لا يمكن أن يأخذ الأسود القطعة البيضاء، لأن الأحمر سوف يلتقط بعد ذلك القطعة السوداء في المنعطف التالي. وهكذا فإن القطعتين السوداء والحمراء تهاجمان في نفس الوقت القطعة البيضاء وتدافعان عنها من هجوم من قبل اللاعب الآخر. في مواقف مماثلة، يمكن للقطعة أن تتحرك بأمان إلى مربع حيث يتم مهاجمتها من قبل كلا الخصمين، حيث لن يأخذ أي من الخصمين القطعة ويخاطر بالاستيلاء على قطعته من قبل اللاعب الثالث.
في الألعاب التي يخسر فيها اللاعب الثالث بالإضافة إلى اللاعب الذي تعرض لكش ملك مات، يجب على اللاعبين التركيز ليس فقط على هجومهم ودفاعهم، ولكن أيضًا على منع الخصمين من تهديد بعضهما البعض. يمكن للاعب الاستفادة من مركز أحد المنافسين ليقوم بتنفيذ كش ملك مات للاعب الثاني، ولكن يجب أن يكون حذرًا من أن لا يقوم اللاعب الثالث بكش ملك مات أولاً.
مثلا يمكن أن يقوم الأبيض بكش ملك مات للأحمر، ولكن اللاعب الاسود يقوم بأخذ القطعة البيضاء بنفس نوع القطعة، مما سيجعله الفائز في الجولة.
تنطبق هذه الإستراتيجية أيضًا على الأنواع التي تسمح للاعب الذي قام بكش ملك مات بالاستيلاء على قطع اللاعب الخاسر والثالث سيخسر بالتأكيد بسبب زيادة قوة خصمه المتبقي، وهو الآن مسلح بقطع اللاعب الثالث بالإضافة لقطعه.

## وصلات خارجية
- Chess for three, summarily describes dozens of three-player chess variants
- threechess.com a free-to-play online version of threechess
- yaltae.com play online for free - 3D desktop and mobile
- Chess for three
- Trichess play online
- Big Bang Theory Big Bang Theory "special" Three-player chess (YouTube)
- 3/2 Chess: Three Players Chess play with AI on a mobile device
- Three Player Chess at BoardGameGeek
- 5 variants playable online at Green Chess